# Индия Айсли
Индия Джой Айсли (на английски: India Joy Eisley), родена на 29 октомври 1993 г. е американска актриса. Тя е известна с ролята си на Ашли Юргенс в телевизионния сериал „Тайният живот на американския тийнейджър“ и с ролята си на Ева през 2012 г. във филма „Подземен живот: Пробуждане“. През 2019 г. тя играе ролята на Фауна Ходел в телевизионния сериал „Аз съм нощта“.
Дъщеря е на актрисата Оливия Хъси и музиканта Дейвид Глен Айсли. Дебютира в киното през 2003 г. във филм, в който партнира на майка си. През 2005 г. отново се снима с майка си във филма „Тайната на разума“.